# 科扎里
50°56′28″N 31°24′12″E / 50.94111°N 31.40333°E
科扎里（烏克蘭語：Козари），是烏克蘭北部的村莊，隸屬切爾尼希夫州的尼任區。該村面積0.05平方公里，海拔高度114米，2023年人口442，人口密度每平方公里15,625人。